# Браян Пампер
Браян Пампер (англ. Brian Pumper, також відомий як англ. B Pumper, справжнє ім'я англ. Michael Felton, народився 25 квітня 1981 року, Нью-Йорк) — американський порноактор, режисер і репер.

## Біографія
Народився 25 квітня 1981 року. Дебютував у порнобізнесі у 2001 році. У 2004 році отримав AVN Awards у номінації «найкраща сцена тріолізму» за Weapons of Ass Destruction 2 спільно з Джессікою Дарлін та Джулсом Джорданом.
Режисерську кар'єру розпочав із компанії Black Ice, а в 2005 році підписав дистриб'юторський контракт із West Coast Productions. У 2008 році підписав ексклюзивний режисерський контракт з Evil Angel, але в 2009 році його було розірвано через те, що Пампер підробив тест на ЗПСШ для виконавиці.
У 2006 році Пампер створив власну виробничу компанію Freaky Empire разом з Логаном Річардом Шидіком (Logan Richard Szidik). З 2001 року він з'явився у титрах понад 950 разів. У липні 2010 року було оголошено, що Пампер зніметься у фільмі з Монтаною Фішборн, дочкою актора Лоуренса Фішборна. Цей фільм згодом вийшов як Phattys Rhymes and Dimes 14, а Монтана з'явилася під ім'ям Chippy D. У 2011 році Пампер розпочав реп-кар'єру, випустивши такі пісні, як Porno Nigga, Oh And It's Shaved, Swingin Da Lead, Swiftly та Pumper.

## Нагороди та номінації
| Рік  | Результат | Номінація | Фільм                            |
| ---- | --------- | --- | -------------------------------- |
| 2003 | Номінація | Найкраща групова сцена — відео (разом з Flick Shagwell, Judy Star та Марком Вудом) | World Class Ass                  |
| 2003 | Номінація | Найкращий новачок | Н/Д                              |
| 2004 | Номінація | Best Sex Scene in a Foreign-Shot Production (разом з Katrina, Bianca та Brandon Iron) | Hardcore Training                |
| 2004 | Номінація | Найкраща групова сцена — відео (разом з Maya, Rah, Bomb Pussy, Diamond, Ebony, Darren James, Mark Anthony, Domineko та Boz)                                                                                            | Orgy World: Brown та Round 2     |
| 2004 | Перемога  | Найкраща сцена тріолізму — відео (разом із Джессіка Дарлін та Джулсом Джорданом) | Weapons of Ass Destruction 2     |
| 2005 | Номінація | Найкраща групова сцена — відео (разом з Менді Брайт, Frank Gun та Zenza Raggi) | Manhammer 2                      |
| 2005 | Номінація | Найкраща групова сцена — відео (разом з Кейлін, Billy Banks, Bishop та Tee Reel) | Once You Go Black 3              |
| 2006 | Номінація | Найкраща групова сцена — відео (разом з Evasive Angles Entertainment, Victoria Allure, Jenna Brooks, Nicki Hunter, Lavea, Vanilla Skye, Cindy Sterling, Келлі Веллс, Mark Anthony, Byron Long та Others)               | Orgy World 9                     |
| 2006 | Номінація | Best Sex Scene in a Foreign-Shot Production (разом з Evasive Angles, Agatha, Babaloo, Jamilla, Liceenne, Puca, Angel, Uri, William, Max, і Wesley)                                                                     | Big Bubble Butt Brazilian Orgy 5 |
| 2007 | Номінація | Найкраща групова сцена — відео (разом з Annabelle, Luissa Rosso, Luscious Lopez, Mya Kiss, Naomi, Sophia Castello, Велісіті Вон, Byron Long, Charlie Mac, Cun Tree, L.T. Turner, Mark Anthony та Nate Turnher)         | Big Phat Wet Ass Orgy 2          |
| 2007 | Номінація | Найкраща групова сцена — відео (разом з Джасмін Бірн, Arnold Schwarzenpecker, Ben English, Benjamin Brat, Chris Charming, Еріком Еверхардом, Joel Lawrence, Nathan Threat, Otto Bauer, Reno, Sascha та Стівом Голмсом) | Gangbanger's Ball                |
| 2008 | Номінація | Найкраща анальна сцена — відео (разом з Аврора Джолі) | Cum in My Booty                  |
| 2009 | Номінація | Найкращий режисер — міжрасове відео | Gapeman                          |

| Рік  | Результат | Номінація                                                                         | Фільм                        |
| ---- | --------- | --------------------------------------------------------------------------------- | ---------------------------- |
| 2004 | Номінація | Найкраща сцена тріолізму — відео (разом із Джессікою Дарлін та Джулсом Джорданом) | Weapons of Ass Destruction 2 |

| Рік  | Результат | Номінація                                                         | Фільм                    |
| ---- | --------- | ----------------------------------------------------------------- | ------------------------ |
| 2008 | Номінація | Найкращий виконавець                                              | Н/Д                      |
| 2009 | Номінація | Найкраща сцена тріолізму (разом з Desiree Diamond та Rico Strong) | Black Asshole Stretchers |
| 2009 | Номінація | Найкраща анальна сцена (разом з Emma Heart)                       | The Ass Spread           |